# Alfred von Tirpitz
Alfred von Tirpitz (19. ožujka 1849. – 6. ožujka 1930.) je bio njemački admiral, državni tajnik Carskog pomorskog ministarstva, moćnog administrativnog ogranka Carske mornarice (njem. Kaiserliche Marine) od 1897. do 1916.

## Životopis
Rođen je u Küstrinu u Brandenburgu, kao sin višeg civilnog službenika, odrastao je u Frankfurtu na Odri. Pridružio se Pruskoj mornarici 1865. i pohađao Pomorsku školu u Kielu, gdje je i diplomirao 1869. Po stvaranju Njemačke Flote 1871. postao je dio torpedne eskdrile. Napredovao je, i 1877. postao šef za torpedno naoružanje - odeljenje koje je on kasnije reorganizirao u torpedni inspektorat.
Kapetan Tirpitz je postao Šef mornaričkog stožera 1892., i unaprijeđen je u kontraadmirala 1895. Tijekom 1896. i 1897. zapovijedao je Azijskom eskadrilom krstarica i nadgledao osvajanje Kiaočoua, koji je postao njemačka pomorska baza. Godine 1897. je postao državni tajnik u Carskom pomorskom ministarstvu - Reichsmarineamt. Zbog energičnog zalaganja za značajno uvećanje flote zadobio je pažnju i podršku cara Vilima II. Godine 1900. godine Tirpitzu je ukazana počast kada postaje von Tirpitz. Njegova ideja o postizanju statusa vodeće svjetske sile putem sticanja pomorske nadmoći, često se naziva Tirpitzov plan. Politički, Tirpitzov plan su činili Akti o Floti iz 1898., 1900., 1908. i 1912. Zahvaljujući njima do 1914. Njemačka je stvorila drugu po veličini pomorsku silu u svijetu - po gruboj procjeni oko 40% manju od Britanske Kraljevske mornarice. Bila je sastavljena od 7 modernih drednota, 5 bojnih krstaša, 25 krstarica i 20 „preddrednot“ bojnih brodova, kao i preko 40 podmornica. Iako je plan podrazumijevao i neke prilično nerealne ciljeve, ekspanzionistički program je bio dovoljan da alarmira Britance, i tako započne skupu pomorsku trku u naoružanju, što je dovelo i do stvaranja jačih veza između Velike Britanije i Francuske.
Tirpitz je razvio tzv. „teoriju rizika“ (analizu koju bi danas smatrali dijelom teorije igre) po kojoj, ako njemačka mornarica dostigne određen nivo gdje bi po snazi bila bliska Britanskoj mornarici, Britanci bi pokušali izbjeći sukob s Njemačkom, tj. ako bi se flote održale nepromijenjene). Ako bi se te dvije pomorske sile sukobile, njemačka mornarica bi nanijela dovoljno štete britanskoj, što bi ugrozilo britansku pomorsku dominaciju. Britanci su se oslanjali na svoju mornaricu kako bi održali kontrolu nad Britanskom Carstvom, zbog čega je von Tirpitz smatrao da bi oni radije održavali pomorsku nadmoć u cilju očuvanja tog carstva, i pri tom dozvolili da Njemačka postane svjetska sila, nego što bi držali Njemačku u potčinjenom položaju i time ugrozili svoje carstvo. Ova teorija je rasplamsala pomorsku trku u naoružanju između Velike Britanije i Njemačke u prvom desetljeću 20. stoljeća.
Međutim, ova teorija je bazirana na pretpostavci da bi Velika Britanija morala poslati svoju flotu u Sjeverno more da bi blokirala njemačke luke (blokada njemačkih luka je bila jedini način na koji bi Kraljevska mornarica mogla ozbiljno nauditi Njemačkoj) čime bi njemačku mornaricu prisilila na bitku. Ali, zbog geografske lokacije Njemačke, Britanija je mogla blokirati Njemačku i zatvarajući ulaz u Sjeverno more iz La Manchea, i oblasti između Bergena i Shetlandsog otočja. Suočen s ovom mogućnošću njemački admiral je prokomentariao:"Ako Britanci to učine, naša mornarica će imati tužnu ulogu", točno predviđajući ulogu koju će imati mornarica tijekom Prvog svjetskog rata.
Von Tirpitz je dobio čin Velikog admirala 1911. Usprkos programu izgradnje osjećao je da je rat došao prerano da bi se njihove snage mogle ravnopravno nositi s Kraljevskom mornaricom, jer je Akt o floti iz 1900. godine sadržavao sedamnaestogodišnji plan. Zbog nemogućnosti da utječe na pomorske operacije sa svog čisto administrativnog položaja, von Tirpitz se glasno zalagao za skidanje restrikcija s podmorničkog rata, za koje je on osjećao da može srušiti britanske linije komunikacija. Interesantno je da njegova politika izgradnje nikad nije izrodila i njegov politički stav o podmornicama, tako da je do 1917. postojao ozbiljan manjak novih podmornica. Kada nije uvedena zabrana na podmorničko ratovanje, izgubio je podršku cara i primoran je da podnese ostavku 15. ožujka 1916. Na mjestu državnog tajnika Carskog pomorskog ministra zamijenio ga je Eduard von Capelle.
Godine 1917. von Tirpitz postaje vođa kratkotrajne Domovinskje stranke (Deutsche Vaterlandspartei), koja je nastojala objediniti podršku javnosti za sveobuhvatne napore za dobivanje Prvog svjetskog rata. Poslije poraza Njemačke podržavao je desno krilo Njemačke nacionalne narodne stranke (Deutschnationalen Volkspartei, skraćeno DNVP), i bio njen poslanik u Reichstagu od 1924. do 1928.
Po njemu je nazvan njemački bojni brod Tirpitz 1939.

## Vanjske poveznice
- My memoirs by Alfred von Tirpitz. Vol. I at archive.org
- My memoirs by Alfred von Tirpitz. Vol. II at archive.org